# Heinkel He 72 Kadett
Heinkel He 72 Kadett (Хайнкел Хе 72 Кадет) е германски учебно-тренировъчен самолет от началото на 1930-те г., използван за начално полетно обучение. Разработен от фирмата Heinkel Flugzeugwerke, той прави първия си полет през 1933 г.
Не 72 е биплан със смесена, дървено-метална конструкция с платнена обшивка. Горното и долното крило на биплана са съотносително изместени едно спрямо друго. Колесникът е неприбираем в полет, с опашна опора (бекил). Кабините за екипажа са открити.

## Модификации
- Не 72А – първият сериен вариант с двигател Argus As 8B (140 hp), по-късно заменен от Argus As 8R (150 hp).
- Не 72В – основен сериен вариант с двигател Siemens Sh 14A (160 hp). Произвеждан е в следните подварианти:
  - Не 72В-1 – учебно-тренировъчен самолет за начална летателна подготовка.
  - Не 72В-2 – олекотен вариант на В-1.
  - Не 72В-3 Edellkadet – цивилна версия за обучение и туризъм.
  - Не 72ВW Seekadet – двупоплавков учебно-тренировъчен хидросамолет.
- Не 72С – вариант с модернизиран колесник и подобрено оборудване на пилотските кабини.
- Не 72D – под това обозначение са произведени 30 самолета от вариант Не 72В-1 за ВВС на Словакия.
- Не 172 – единствен прототипен екземпляр, построен през 1934 г.; модификация на Не 72В-1 с обтекател NACA.

## Употреба
Не-72 е произвеждан в големи количества (точният брой на произведените самолети не е известен, произведени са няколко хиляди броя) за Германия, където е използван като учебно-тренировъчен и свързочен самолет. Във ВВС на Словакия е използван и като лек ударен самолет, въоръжен с малокалибрени авиобомби.

## Оператори
- Нацистка Германия

- България
  - Във ВВС на България самолетът (от варианти Не 72В) получава името „Канарче“ [6] и е използван като учебна машина.

- Първа словашка република
  - 30 самолета Не 72D, използвани като леки ударни самолети.

- Чехословакия
  - Не 72D от словашките машини, използвани след Втората световна война.

- Япония
  - Един самолет, използван от Императорския японски флот.